# Joachim B. Hansen
Joachim Brandt Hansen (Hillerød, 18 augustus 1990) is een Deense golfprofessional. Hij speelt sinds 2013 op de Europese PGA Tour.

## Amateur
Op 11-jarige leeftijd begon Hansen golf te spelen op de Helsinge Golfklub. Hij had als amateur handicap +4. Hij was lid van de Hillerød Golf Klub.

### Gewonnen
- 2010: Fins Amateur, Golf Experten Open (ECCO Tour)

## Professional
Hij werd in 2010 professional. Hij begon op de ECCO Tour en promoveerde naar de Challenge Tour. In 2012 speelde hij 22 toernooien op de Challenge Tour. Hij behaalde vier top-3-plaatsen en eindigde op de vierde plaats in de Order of Merit, waardoor hij automatisch naar de Europese Tour van 2013 promoveerde.